# Gápeľ
Gápeľ (961 m) – szczyt w Górach Wołowskich w łańcuchu Rudaw Słowackich we wschodniej Słowacji. Wznosi się na zachodnim krańcu tych gór, między miejscowościami Dobszyna (Dobšiná) i Stratená. Przez szczyt biegnie granica Parku Narodowego Słowacki Raj. Znajdujące się poza granicami tego parku stoki południowe są porośnięte lasem, stoki północne znajdujące się w obrębie parku narodowego są bezleśne i prowadzi nimi szlak turystyczny. Jest to Szlak Bohaterów Słowackiego Powstania Narodowego (Cesta hrdinov SNP). 

## Szlak turystyczny
odcinek: Besník – Pred  Čuntavou – Stara  Čuntava – Pod Ondrejiskom – Nižná záhrada – Pod Hanesovou I –  Gápeľ – Voniarky – Dobšinský kopec. Odległość 17 km, suma podejść 381 m, zejść 551 m, czas przejścia 4.30 h